# Давыдов, Сергей Юрьевич
Серге́й Ю́рьевич Давы́дов (род. 28 июля 1979, Вязьма, Смоленская область, РСФСР, СССР) — российский футболист и игрок в мини-футбол, нападающий. Мастер спорта (2003).

## Карьера
Воспитанник ДЮСШ города Вязьмы и Смоленского института физической культуры. Выступал за клубы первого и второго дивизионов первенства России: «Химки», «Лада» (Тольятти), «Черноморец» (Новороссийск), «Носта» (Новотроицк), «Волга» (Ульяновск). В 2000—2001 годах играл в белорусском клубе «Неман» (Гродно). Является рекордсменом по количеству проведённых матчей за смоленский «Днепр» (195). С 2019 года выступает за «Днепр» из Холм-Жирковского в чемпионате Смоленской области. В сезоне-2022 в составе этого клуба Давыдов выиграл Кубок Смоленской области.

## Достижения
Лучший бомбардир чемпионата Белоруссии 2001 года (25 мячей).